# RAIN (SEKAI NO OWARIの曲)
「RAIN」（レイン）は、日本のバンド・SEKAI NO OWARIの楽曲。メジャー11作目、通算13作目のシングルとして2017年7月5日に発売された。

## 概要
- 前作「Hey Ho」から約9ヶ月ぶりのシングル。
- 表題曲はスタジオポノックのアニメ映画『メアリと魔女の花』の主題歌に使用された[1]。アニメ映画主題歌を手掛けるのは「RPG」以来7作ぶり、通算2作目となる[注 1]。
- カップリング曲は、夜の全国の遊園地ツアー『竜の夜からの脱出』のタイアップソングに使用された[2]。
- ジャケットが異なる初回限定盤Aと初回限定盤B、通常盤の3形態で発売された。初回限定盤Aには特典として「謎のDVD」が、初回限定盤Bには「謎解きDVD」が同梱された[2]。
- 今作で『第59回日本レコード大賞』優秀作品賞を受賞した[3]。また『第68回NHK紅白歌合戦』にも出場、同番組では産休中のSaoriに代わり、Nakajinがピアノを演奏した[4]。

## 収録曲
1. RAIN [5:11]
作詞：Fukase、Saori
作曲：Nakajin、Fukase、Saori
編曲：SEKAI NO OWARI、小林武史
ストリングスアレンジ：小林武史、四家卯大
共同編曲家に小林武史を迎えて制作された楽曲。日本人の編曲家を迎えたのはCHRYSANTHEMUM BRIDGE以来、2組目となる。
映画『メアリと魔女の花』への書き下ろし主題歌で[1]、プロデューサーの西村義明がSEKAI NO OWARIに主題歌に託す想いを手紙に執筆。監督の米林宏昌から楽曲が流れる場面を聞いた際にNakajinが歌い出しとピアノの音色が浮かんだことでデモを制作し、ワンコーラス作ってメンバーに聴かせた。それを聴いたFukaseがBメロのアイデアを持ってきて繋げて新しいサビを考え、そのサビをSaoriがさらに磨き上げて音源の形になったという。サウンドとしてはハンマーダルシマーを取り入れているが、これは映画制作サイドからの要望によるものだという。また、Nakajinはこの楽曲について「直近の楽曲ではアレンジに何かしらフックになるような音や楽器などを使っていたが、今回はそれをあえてせずに新しいことをしない挑戦をした」という[5]。
歌詞は1番をFukaseが、2番をSaoriが書いており、映画の主人公であるメアリの心の中を天気に準えた内容となっている。Fukase曰く「比喩で使うネガティブなイメージの雨じゃなく、心に長く降っていた雨は本当に悪いことなのかということに焦点を当てて、メアリの中に降っていた雨が作りあげてきたものはなんなのかを考えて書いた」という[6]。
ミュージック・ビデオは、全編『メアリと魔女の花』の映像で構成されている[7]。
2. スターゲイザー [3:53]
作詞・作曲：Fukase
編曲：SEKAI NO OWARI
狂おしいほど普通の日常と、見上げた星の美しさをコンセプトに制作された。音色と雰囲気を重視し、ピアノの弦を押さえて残響音だけを録音するプリペアド・ピアノの試みがなされた[8]。
ミュージック・ビデオは藤代雄一朗が監督を務めた。「本物の月をバックにダンスをしているところを撮りたい」という思いから、Fukase原案で約1年を有して撮影。平手友梨奈が日常を生きる少女役で出演している[9]。
3. SOS -remixed by JAUZ- [5:39]
作詞：Saori
英補作詞：Nelson Babin-Coy
作曲：Fukase
リミックス：Jauz
メジャー9thシングルの表題曲のリミックスバージョン。

## 参加ミュージシャン
SEKAI NO OWARI
- Fukase：Vocal (#1,2)、Backing Vocal (#1)
- Nakajin：Programming & Electric Bass (#1,2)、Acoustic Guitar & Electric Guitar (#1)、Synthesizer & Snare (#2)
- Saori：Piano (#1,2)、Prepared Piano (#2)
- DJ LOVE：DJ

Additional Musician
- ジョシュア・メシック：Hammered Dulcimer (#1)
- 河村"カースケ"智康：Drums (#1)
- 四家卯大ストリングス：Strings (#1)
- 安達練：Computer Programming (#1)

## タイアップ
- 東宝配給映画『メアリと魔女の花』主題歌 (#1)
- サントリー『ボス』CMソング (#1)[10]
- 全国夜の遊園地ツアー『竜の夜からの脱出』タイアップソング (#2)

## 収録アルバム
- Lip (#1)
- Eye (#2)
- メアリと魔女の花 オリジナル・サウンドトラック (#1)